# Всеукраинский референдум (1991)

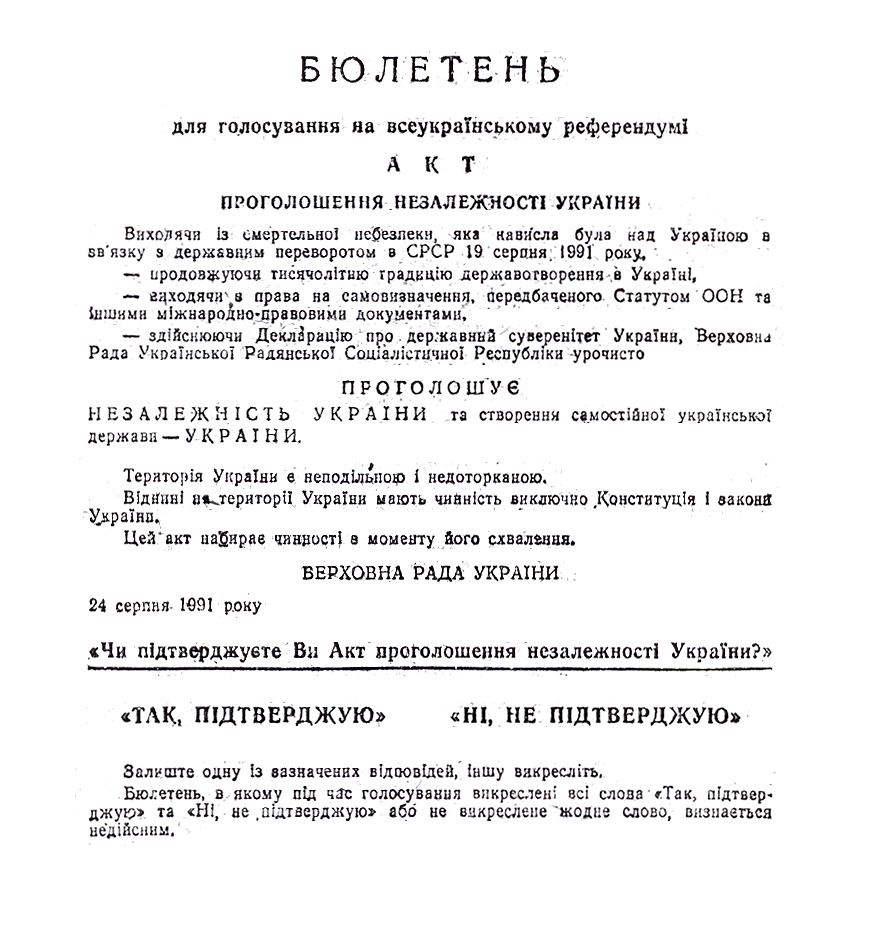
Бюллетень для голосования

Всеукраинский референдум 1 декабря 1991 года (укр. Всеукраїнський референдум 1 грудня 1991 року) — референдум в подтверждение Акта провозглашения независимости Украины от 24 августа 1991 года, назначенный постановлением Верховной рады Украины от 11 октября 1991 года и прошедший в один день с первыми выборами президента Украины.
В референдуме приняли участие более 84% электората, и более 92% проголосовали за независимость Украины, включая население Донецкой и Луганской областей, где за независимость проголосовали почти 84% электората, и Крыма — единственного региона с преобладающим русским населением, — где за независимость проголосовало 54%.
После подавляющей поддержки жителями Украины независимости процесс распада СССР стал необратимым.

## Голосование
На референдум был вынесен один вопрос: «Подтверждаете ли Вы Акт провозглашения независимости Украины?». В бюллетене для голосования содержался следующий текст (на украинском языке):
АКТ ПРОВОЗГЛАШЕНИЯ НЕЗАВИСИМОСТИ УКРАИНЫ

Исходя из смертельной опасности, нависшей было над Украиной в связи с государственным переворотом в СССР 19 августа 1991 года,

— продолжая тысячелетнюю традицию государственного строительства в Украине,

— исходя из права на самоопределение, предусмотренного Уставом ООН и другими международно-правовыми документами,

— осуществляя Декларацию о государственном суверенитете Украины,

Верховный Совет Украинской Советской Социалистической Республики торжественно ПРОВОЗГЛАШАЕТ НЕЗАВИСИМОСТЬ УКРАИНЫ и создание самостоятельного украинского государства — УКРАИНЫ.

Территория Украины является неделимой и неприкосновенной.

Отныне на территории Украины имеют силу исключительно Конституция и законы Украины.

Настоящий акт вступает в силу с момента его одобрения.

ВЕРХОВНЫЙ СОВЕТ УКРАИНЫ

24 августа 1991

«Подтверждаете ли Вы Акт провозглашения независимости Украины?»

«ДА, ПОДТВЕРЖДАЮ» «НЕТ, НЕ ПОДТВЕРЖДАЮ»

Оригинальный текст (укр.)АКТ ПРОГОЛОШЕННЯ НЕЗАЛЕЖНОСТІ УКРАЇНИ

Виходячи із смертельної небезпеки, яка нависла була над Україною в зв’язку з державним переворотом в СРСР 19 серпня 1991 року,

— продовжуючи тисячолітню традицію державотворення в Україні,

— виходячи з права на самовизначення, передбаченого Статутом ООН та іншими міжнародно-правовими документами,

— здійснюючи Декларацію про державний суверенітет України,

Верховна Рада Української Радянської Соціалістичної Республіки урочисто ПРОГОЛОШУЄ НЕЗАЛЕЖНІСТЬ УКРАЇНИ та створення самостійної української держави — УКРАЇНИ. 

Територія України є неподільною і недоторканною. 

Віднині на території України мають чинність виключно Конституція і закони України. 

Цей акт набирає чинності з моменту його схвалення.

ВЕРХОВНА РАДА УКРАЇНИ

24 серпня 1991 року

«Чи підтверджуєте Ви Акт проголошення незалежності України?»

«ТАК, ПІДТВЕРДЖУЮ» «НІ, НЕ ПІДТВЕРДЖУЮ»

Накануне голосования Президиум Верховного Совета Украины выступил с обращением к народу, в котором говорилось, в частности:
Сегодня не поддержать независимость означает лишь одно — поддержать зависимость. Но тогда возникает вопрос: зависимость от кого? Где та страна, от которой мы горячо желаем быть зависимыми и, таким образом, работать на неё? Насколько известно, ни одна из стран-соседей и ни одна из стран мира не претендует на то, чтобы объявить Украину зависимой от себя. Это было бы нелепостью.

Итак, независимость. Альтернативы — нет.

Только независимая Украина сможет как равноправный партнёр вступать в любое межгосударственное сообщество с соседями, в первую очередь с наиболее близкой нам Россией. Украина развивает и углубляет связи с Россией, с другими республиками бывшего СССР, устанавливает межгосударственные отношения со странами мира. Экономическая целесообразность, интересы собственного народа, а не какие-либо другие критерии, должны диктовать нам, с кем и как сотрудничать. Когда же мы говорим об интересах собственного народа, мы имеем в виду не только украинцев, но и русских, которые имеют в парламенте Украины больше ста народных депутатов, и представителей всех прочих национальностей Украины.— Обращение Президиума ВР Украины к народу Украины накануне референдума (1 декабря 1991 года) на Украине. Напечатано в газете ВР Украины "Голос України" №0232 28 ноября 1991 года 

Результаты голосования по регионам:
| Регион                    | доля принявших участие в голосовании % | доля ответивших «Да» от принявших участие в голосовании % |
| ------------------------- | -------------------------------------- | --------------------------------------------------------- |
| Крымская АССР             | 67,50                                  | 54,19                                                     |
| Винницкая область         | 91,41                                  | 95,43                                                     |
| Волынская область         | 93,20                                  | 96,32                                                     |
| Днепропетровская область  | 81,80                                  | 90,36                                                     |
| Донецкая область          | 76,73                                  | 83,90                                                     |
| Житомирская область       | 90,53                                  | 95,06                                                     |
| Закарпатская область      | 82,91                                  | 92,59                                                     |
| Запорожская область       | 80,59                                  | 90,66                                                     |
| Ивано-Франковская область | 95,73                                  | 98,42                                                     |
| Киевская область          | 88,02                                  | 95,52                                                     |
| Кировоградская область    | 88,07                                  | 93,88                                                     |
| Луганская область         | 80,65                                  | 83,86                                                     |
| Львовская область         | 95,24                                  | 97,46                                                     |
| Николаевская область      | 84,10                                  | 89,45                                                     |
| Одесская область          | 75,01                                  | 85,38                                                     |
| Полтавская область        | 91,87                                  | 94,93                                                     |
| Ровненская область        | 92,99                                  | 95,96                                                     |
| Сумская область           | 88,41                                  | 92,61                                                     |
| Тернопольская область     | 97,10                                  | 98,67                                                     |
| Харьковская область       | 75,68                                  | 86,33                                                     |
| Херсонская область        | 83,40                                  | 90,13                                                     |
| Хмельницкая область       | 93,44                                  | 96,30                                                     |
| Черкасская область        | 90,17                                  | 96,03                                                     |
| Черниговская область      | 90,78                                  | 93,74                                                     |
| Черновицкая область       | 87,68                                  | 92,78                                                     |
| г. Киев                   | 80,35                                  | 92,88                                                     |
| г. Севастополь            | 63,74                                  | 57,07                                                     |
| Всего                     | 84,18                                  | 90,32                                                     |

19 июня 1992 года первый президент независимой Украины Леонид Кравчук подписал закон о полном исключении упоминаний об СССР из Конституции Украинской ССР 1978 года, действовавшей до принятия Конституции Украины 1996 года.

## Юридические моменты
Согласно статье 72 Конституции СССР 1977 года, за союзными республиками сохранялось право свободного выхода из СССР; при этом порядок осуществления данного права самой Конституцией никак не регламентировался. 3 апреля 1990 года Верховным Советом СССР был принят Закон СССР № 1409-I «О порядке решения вопросов, связанных с выходом союзной республики из СССР», согласно статье 2 которого выход республики из Союза ССР мог производиться лишь на основании результатов референдума, проведённого в данной республике.
По итогам референдума 1 декабря 90,32 % избирателей поддержали независимость Украины. Официальная украинская историография трактует декабрьский плебисцит как событие, положившее начало созданию современного независимого украинского государства: результаты референдума заложили начало международного признания Украины другими странами, после чего формальные признаки государственности, имевшиеся у УССР (границы, собственное министерство иностранных дел, членство в ООН и других международных организациях), наполнились реальным содержанием.
Реализация основных положений закона, вменявшего окончательное утверждение итогов республиканских референдумов в обязанность Съезду народных депутатов СССР (ст. 7, 9, 12, 20), стала невозможной после фактического самороспуска Съезда 5 сентября 1991 года. Совет Республик Верховного Совета СССР, частично унаследовавший право Съезда вносить изменения в Конституцию СССР, не упоминается ни в тексте закона «О порядке решения вопросов…», ни в тексте ст. 111 Конституции СССР, определяющей устройство Верховного Совета СССР. В перечне полномочий Верховного Совета СССР, регламентируемых Законом СССР № 2392-I «Об органах государственной власти и управления Союза ССР в переходный период» от 5 сентября 1991 года, право утверждения итогов республиканских референдумов отсутствует.

Дезинтеграционные процессы проявились в СССР ещё до путча 1991 г. А после него Союз фактически перестал существовать. Во время путча о выходе из СССР заявили страны Балтии. Их независимость была признана международным сообществом, Россией, а 6 сентября 1991 г. — Госсоветом СССР. До конца августа независимость провозгласили почти все республики СССР. Позднее других это сделали Таджикистан (сентябрь), Туркменистан (октябрь) и Казахстан (декабрь).

2—5 сентября 1991 г. состоялся внеочередной Съезд народных депутатов СССР, который фактически самораспустился, приняв закон «Об органах государственной власти и управления Союза ССР в переходный период». С целью разработки Конституции Союза суверенных государств (ССГ) создавался новый Верховный Совет, формируемый из представителей республик. Он собрался на первую сессию 21 октября, однако своих представителей на неё направили лишь семь республик. Для решения вопросов внутренней и внешней политики был создан Государственный Совет в составе президента СССР и лидеров 11 республик. Вместо правительства СССР был создан временный орган — Межреспубликанский экономический комитет, в котором республики были представлены на паритетных началах. Таким образом, осенью 1991 г. система основных политических, законодательных и исполнительных органов СССР была заменена органами межреспубликанского сотрудничества.— Загорский А. В. Распад СССР и образование СНГ // Современные международные отношения : учебник / под. ред. А. В. Торкунова. — М. : Российская политическая энциклопедия (РОССПЭН), 1999. — С. 525. — ISBN 5-8243-0085-2.
Сам закон, принятый в срочном порядке после заявления Верховного Совета Литовской ССР о восстановлении независимости Литвы 11 марта 1990 года, формально противоречил Конституции СССР, гарантировавшей союзным республикам право свободного выхода из СССР без каких бы то ни было дополнительных условий (ст. 72), и Закону СССР № 1518-1 «О гражданстве СССР» от 23 мая 1990 года, согласно которому гражданство союзных республик определялось республиканским законодательством (ст. 5), в связи с чем субъектом правоотношений при решении вопроса о выходе союзной республики из состава СССР являлись граждане республики, а не граждане СССР.

СССР как союзное государство обладал элементами конфедеративной формы государственного образования — договорённость, добровольность объединения, равноправие субъектов, право сецессии. Существенным признаком конфедератизма было зафиксированное юридическое право выхода субъектов союза из состава СССР. Республики, входящие в состав СССР, являлись суверенными и имели право безусловного выхода из его состава. Это право ничем не было ограничено. Для его осуществления не требовалось получения согласия ни органов СССР, ни других союзных республик. Это было право на одностороннее расторжение отношений союзной республики с центром.— Рыбаков В. А. Смешанная форма государственного устройства // Вестник Омского университета. — 2013. — № 4 (37). — С. 8—9. — (Право).

Включив в содержание Закона ряд конструктивных положений, в частности, референдум как основу решения союзной республики о её выходе из СССР, тайное голосование как форму проведения референдума и др., законодатель, однако, придал Закону в целом антидемократичный и, более того, антиконституционный характер. И та поспешность, с которой готовился и принимался этот закон (торопили события в Литовской ССР, провозгласившей свою независимость от СССР, решения Верховного Совета Эстонской ССР, признавшего незаконной существующую власть в республике), не может быть оправданием полученного законотворческого результата. Прежде всего следует подчеркнуть, что через всё содержание закона красной нитью проходит даже не дух, а буква унитаризма. Это находит своё выражение в целом ряде статей и особенно в заключительной — 20 статье, где законодатель закрепляет окончательное право решения вопроса о выходе той или иной союзной республики из состава СССР не за её народом, обладающим суверенным правом на самоопределение, ни даже за высшим представительным органом народа республики, а за верховной законодательной властью унитарного государства, каким сегодня фактически продолжает оставаться Союз ССР. Вряд ли можно согласиться, что это демократическая норма. Дальше, вольно или невольно реализуя идею унитаризма, законодатель не случайно в качестве субъекта правоотношений решения вопроса о выходе союзной республики из состава СССР рассматривает не граждан республики, а граждан СССР (ст. 1, 6, 19), хотя граждане союзной республики являются гражданами СССР. И именно Законом о гражданстве союзной республики определяется гражданство союзной республики (ст. 33 Конституции СССР, ст. 1, 5 Закона СССР О гражданстве СССР). Тем самым законодатель ущемляет суверенные права союзной республики.— Национальная государственность союзной республики / [В. В. Цветков, В. Ф. Сиренко, В. Б. Аверьянов и др.; отв. ред. В. В. Цветков, В. Ф. Сиренко] ; АН УССР, Ин-т государства и права. — Киев : Наукова думка, 1991. — С. 102. — ISBN 5-12-002596-X.